# الطريق الوطنية رقم 4 (تونس)
الطريق الوطنية رقم 4 أو ط و4 طريق رئيسية تونسية تصل بين مدينة الفحص والحدود التونسية الجزائرية جنوب غربي مدينة حيدرة، وهي تمرّ بالمدن التالية على التوالي:
- مدينة تونس،
- الفحص،
- سليانة،
- مكثر،
- القلعة الخصبة،
- حيدرة.